# Zemheri
Zemheri è un serial televisivo drammatico turco composto da 10 puntate, trasmesso su Show TV dal 15 gennaio al 18 marzo 2020, con protagonisti Alperen Duymaz, Ayça Ayşin Turan e Caner Cindoruk.

## Trama
Ayaz e Firuze sono due studenti che si conoscono durante i loro studi presso l'Università di architettura e a design e da quel momento in poi Ayaz chiede a Firuze di stare insieme. Inaspettatamente, dopo che quest'ultima ha accettato la proposta, la situazione tra i due cambia.

## Puntate
| Stagione       | Puntate | Prima TV Turchia | Prima TV Italia |
| -------------- | ------- | ---------------- | --------------- |
| Prima stagione | 10      | 2020             | inedita         |

## Personaggi e interpreti

### Personaggi principali
- Ayaz, interpretato da Alperen Duymaz.
- Firuze, interpretata da Ayça Ayşin Turan.
- Ertan, interpretato da Caner Cindoruk.
- Berrak, interpretata da Hazal Filiz Küçükköse.
- Mehveş, interpretata da Şebnem Dönmez.
- Aliye, interpretata da Zerrin Tekindor.

### Personaggi secondari
- Safiye, interpretata da Nihal Koldaş.
- Yaşar, interpretato da Müfit Kayacan.
- Faruk, interpretato da Emir Çubukçu.
- Elvan, interpretata da Aleyna Özgeçen.
- İclal, interpretata da Lilâ Gürmen.
- Sevda, interpretata da Sahra Şaş.

## Produzione
La serie è diretta da Hilal Saral, scritta da Sema Ergenekon e prodotta da Ay Yapım.

### Riprese
Le riprese sono state effettuate in diversi luoghi di Istanbul, in particolare presso la vecchia fabbrica di scarpe a Beyazkoz.

## Promozione
L'esordio della serie, previsto per il 15 gennaio 2020, è stato annunciato il 5 gennaio attraverso i profili social della serie, di Show TV e della società di produzione Ay Yapım. I primi promo sono stati trasmessi da Show TV il 10 dicembre 2019 e di conseguenza anche il poster della serie.